# David W. Allen
David W. Allen (* 25. Oktober 1961) ist ein US-amerikanischer Kartograf. Er ist Autor einiger ESRI-GIS-Tutorials.

## Leben
Allen ist GIS-Manager der Stadt Euless in Texas. Er unterrichtete seit 1999 Geoinformation am Tarrant County College in Arlington. Seine Erfahrung in der Lehre waren die Grundlage für seine Tutorials. Allens Reisen durch verschiedene Landschaften halfen ihm bei seinen GIS-Analysen.

## Publikationen
- GIS Tutorial 2: Spatial Analysis Workbook, 2010, ISBN 9781589482012
- GIS Tutorial 3: Advanced Workbook
- Getting to Know ArcGIS ModelBuilder

| Personendaten    | Personendaten               |
| ---------------- | --------------------------- |
| NAME             | Allen, David W.             |
| KURZBESCHREIBUNG | US-amerikanischer Kartograf |
| GEBURTSDATUM     | 25. Oktober 1961            |